# 수위관

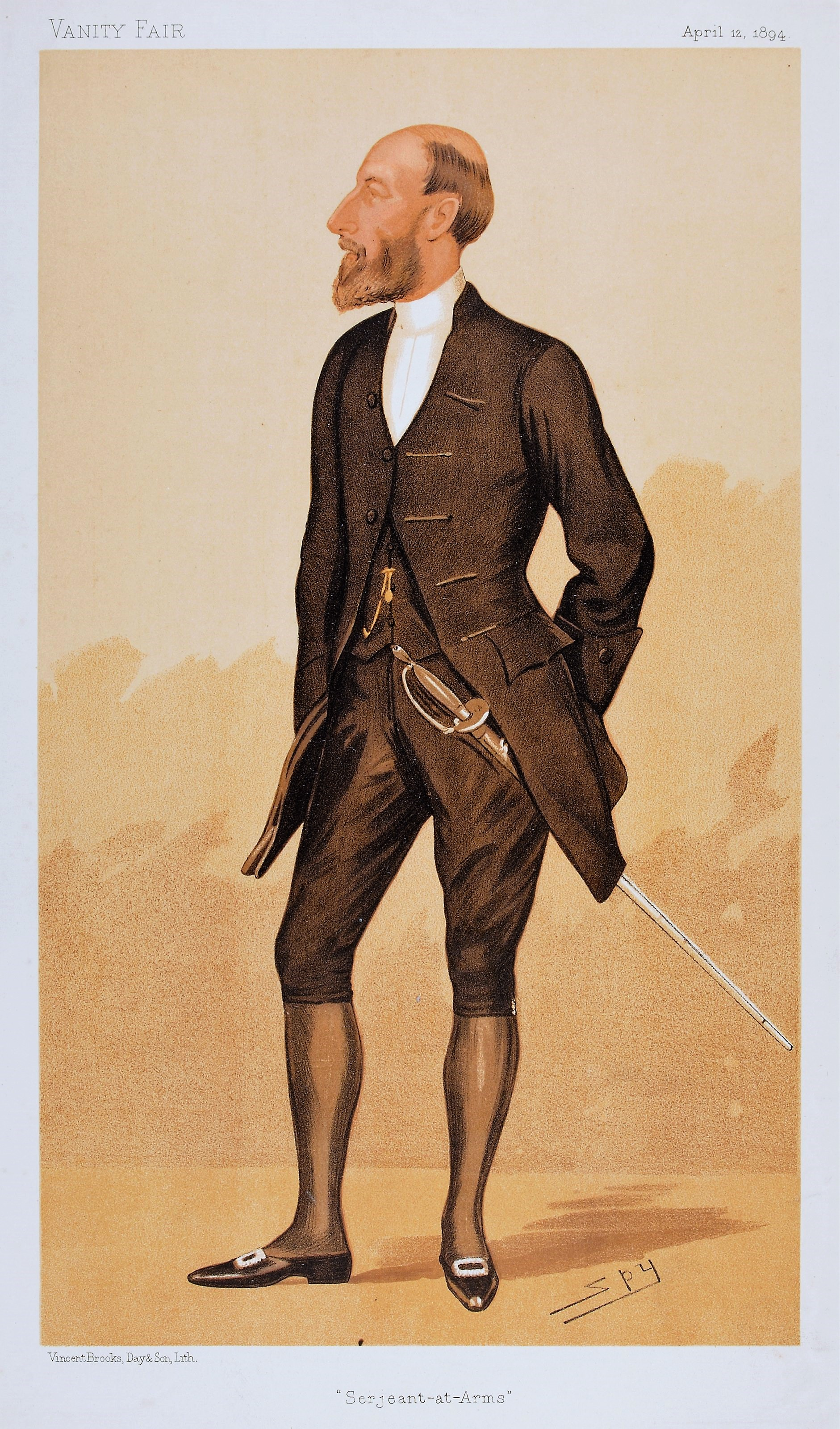
1894년 배니티 페어 잡지에 등장하였던 영국 하원의 경위관 헨리 어스킨 경의 캐리커처한 모습

경위관(영어: Sergeant-at-Arms 또는 Serjeant-at-Arms)은 회의 도중 질서를 유지하는 담당자이다. 입법부와 같은 숙고집회는 경위관을 임명한다.

## 유래
서유럽 중세시대의 sergeant은 군사적인 역할 또는 다르게 관료적인 역할을 수행하였다. 같은 이름의 직책이지만 두 역할은 서로 다르다. 군사적인 sergeant은 중세시대 기사보다 조금 낮은 일을 수행하였던 오늘날의 중산층 사람과 비슷하게 해당되는 사람이다. 그들은 중기병, 경기병, 그리고 창과 쇠뇌로 싸웠던 전문 보병으로 활약할 수 있었다. 중세시대에서 신용이 투철하며 정예부대의 성격을 뗬던 플랑드르 출신의 쇠뇌병과 창병은 유명한 용병으로 활동하여 대부분 그들은 sergeant에 해당하였다. 그래서 sergeant는 군사적인 가치로 "기사의 절반 정도의 가치"로 여겼다. 중세 잉글랜드에서 시작된 경위관은 sergeant의 군사적인 전통에서 계승한 관직으로 치안을 유지하며 군주을 섬기는 역할을 부여하였다. 집행관은 오늘날 영어 문화권 국가의 집행관과 비슷한 역할을 수행한다. 약 1188년에 리처드 1세의 군림했을 때부터 잉글랜드에서 발전한 경위관은 가장 오래된 왕립호위무관으로 명성을 얻는다.
경위관은 군주의 개인적인 수행원이었다. 특히 외환죄에 혐의가 있었던 사람을 체포하는 업무가 있었다. 리처드 1세는 십자군 전쟁 때 경위관 24명을 거느렸다. 1278년 에드워드 1세부터 경위관은 20명의 호위용 기마부대로 결성되었다. 전성기로 1399년 리처드 2세 경위관의 숫자를 30명으로 증가하였다. 그러나 찰스 2세의 왕권에서 16으로 줄여졌다. 마지막으로 1685년에 8명으로 줄여서 그 뒤로 경위관의 수가 천천히 줄어졌다. 경위관이 수행하였던 그밖의 역할은 "대출금을 회수, 군인과 군함을 인증, 지방의 행정을 보조, 그리고 전반적으로 지방의 행정권과 사법제도 사이에 교섭하는 의무"였다. 1415년 쯤에 잉글랜드의 하원이 첫 경위관을 관리하였다.

## 캐나다
캐나다의 경위관은 캐나다 하원의 고위 공무원이다.

## 참고 자료
1. ↑  Sergeant의 어원은 라틴어로 하인이라는 뜻어서 나왔다. 다른 어원 학설로 중세 통속 라틴어로 보병부대의 측근을 호위하며 장창으로 무장한 보병 Serra Gente에서 나왔다.